# Jackie Lane
Jackie Lane (Mánchester, 10 de julio de 1941-23 de junio de 2021) fue una actriz británica conocida por su papel de Dodo Chaplet, una acompañante del Primer Doctor en la longeva serie de ciencia ficción de la BBC Doctor Who.

## Carrera artística
Interpretó el papel de febrero a julio de 1966 junto a William Hartnell como el Doctor.
Después se convirtió en agente teatral, representando a Tom Baker, quien interpretó al Cuarto Doctor, y a Janet Fielding, que interpretaría a la acompañante Tegan Jovanka. La agencia que lleva  su nombre se llama Jackie Lane Ad Voice.